# Strutîn, Zolociv
Strutîn (în ucraineană Струтин) este localitatea de reședință a comunei Strutîn din raionul Zolociv, regiunea Liov, Ucraina.

## Demografie
Componența lingvistică a localității Strutîn
     Ucraineană (98,86%)
     Rusă (1,01%)
     Alte limbi (0,13%)
Conform recensământului din 2001, majoritatea populației localității Strutîn era vorbitoare de ucraineană (98,86%), existând în minoritate și vorbitori de rusă (1,01%).